# Oxygène
Oxygène és el tercer àlbum d'estudi del compositor francès de música electrònica Jean-Michel Jarre i el seu primer àlbum no destinat a ser utilitzat com a banda sonora. Oxygène consta de sis pistes, numerades simplement "Oxygène Part I" a "Part VI". Es va publicar per primera vegada a França el desembre de 1976, amb el segell discogràfic Disques Dreyfus sota la llicència de Polydor, amb un llançament internacional després de mitjans de 1977. L'àlbum va arribar al número u de les llistes franceses, el número dos dels UK Albums Charts del Regne Unit i al número 78 als Billboard 200 dels Estats Units. Es van extreure dos senzills; Oxygène (Part IV) que va arribar al número 4 dels UK Singles Charts, i "Oxygène (Part II)". Es va certificar disc d'or a França per l'SNEP acreditant 100.000 còpies venudes. Figura en el lloc 26 dels discs més venuts a França amb 1.764.300 de còpies (fins al 2018).
Jarre va enregistrar l'àlbum en un estudi de gravació casolà improvisat amb una varietat de sintetitzadors analògics, un sintetitzador digital, a més d'altres instruments i efectes electrònics. Es va convertir en un best-seller i va ser el primer àlbum de Jarre en aconseguir un èxit principal. Va ser molt influent en el desenvolupament de la música electrònica a partir d'aleshores i es va descriure com l'àlbum que va "liderar la revolució del sintetitzador dels anys setanta" i com "una combinació infecciosa de seqüències analògiques de bombolles, bombolles i memorables línies de ganxo".

## Història

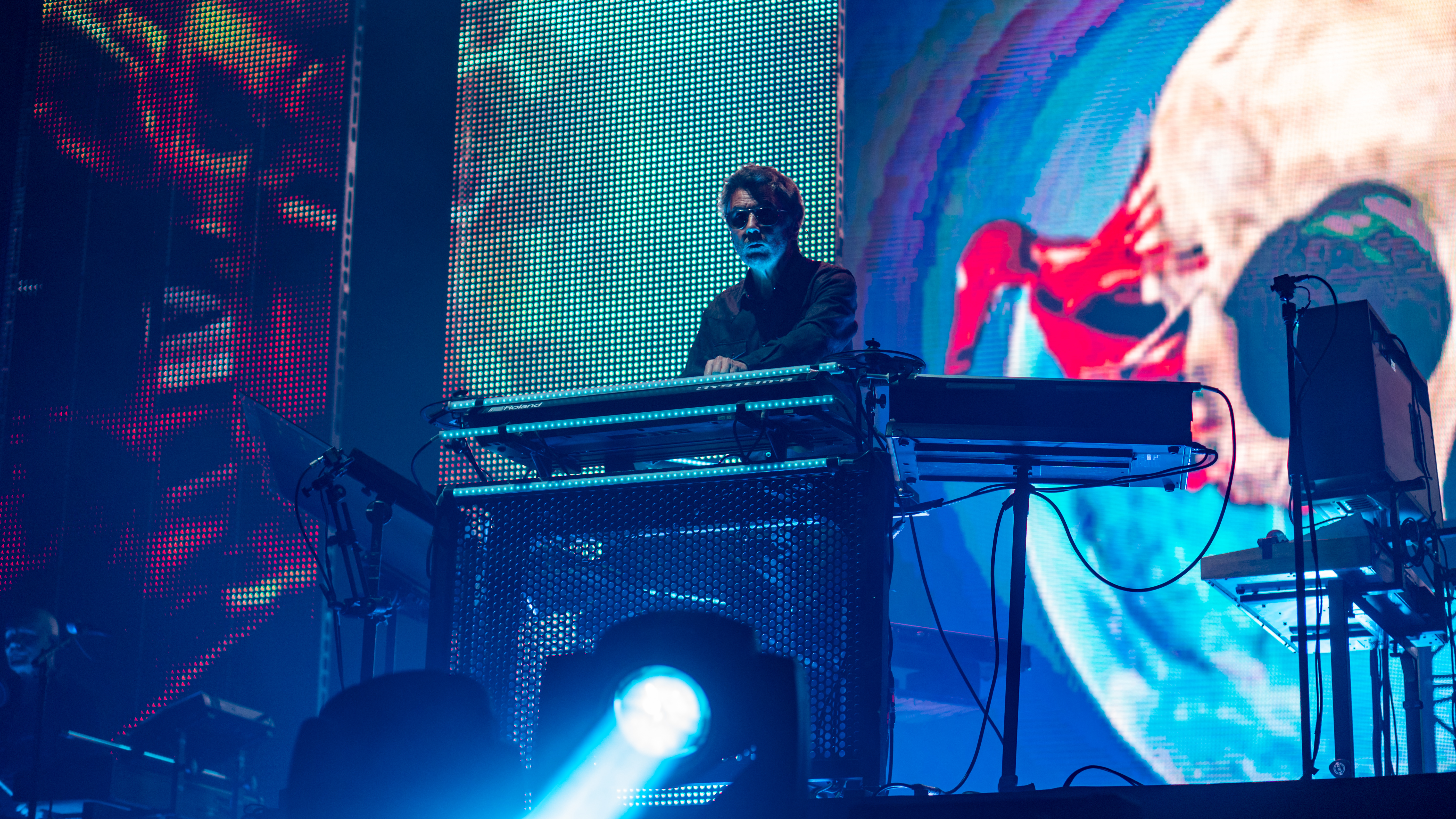
Concert amb la imatge de l'escorça terrestre desprenent-se d'un crani, imatge de portada del disc Oxygène. Festival de Coachella, 2018.

Abans del 1976, Jarre havia participat en diversos projectes, incloent un àlbum de música de sintetitzador que no va arribar a publicar-se, jingles publicitaris i composicions per a un ballet. Jarre va compondre Oxygène durant vuit mesos amb només uns pedals de guitarra, un sintetitzador EMS VCS3 i una gravadora de vuit pistes instal·lada a la cuina del seu apartament amb els diners que havia aconsseguit fent treballs de producció per alguns artistes de rock.
Jarre va acabar trobant un editor, Francis Dreyfus, cap de Disques Motors (després Disques Dreyfus). Dreyfus era el marit d'un dels companys de Jarre al Groupe de Recherches Musicales de Pierre Schaeffer, on Jarre havia après a utilitzar els sintetitzadors, inclòs l'EMS VCS 3, que havia de tenir un paper important en la música d'Oxygène. Tot i així, va trobar difícil treure el disc; inicialment va ser rebutjat per la discogràfica, sobretot perquè era totalment instrumental i no tenia títols de cançó adequats, només les tenia numerades per " I "," II "," III "," IV "," V "i" VI ", no hi havia bateria, i les pistes duraven uns 10 minuts. Segons Jarre fins i tot la seva mare va dir: "Per què has posat el nom del teu àlbum el nom d'un gas i has posat un crani a la portada?". Tot i que Dreyfus era inicialment escèptic sobre la música electrònica, es va arriscar publicant una tirada de 50.000 còpies. Al principi, la gent el retornava a les botigues perquè pensaven que el soroll blanc era un error en el procés de fabricació. Però les emissores de ràdio més grans de França i Gran Bretanya van començar a emetre l'àlbum sencer, després la BBC al va utilitzar en un documental. L'àlbum va acabar venent 15 milions de còpies arreu del món.
El motiu de la cançó "Oxygène Part IV" és una variació d'una frase de "Popcorn" de Gershon Kingsley, que el mateix Jarre havia tocat anteriorment sota els pseudònims de "Pop Corn Orchestra" i "Jamie Jefferson". Els sons del tambor es van produir mitjançant dos presets simultàniament en una màquina de tambor Korg Mini Pops.

### Segona part
El 1997, Jarre va produir un àlbum seqüela anomenat Oxygène 7-13. El títol vol ser la continuació del punt a on acaba l'àlbum original que contenia sis cançons, malgrat el temps trasncorregut entre el llançament dels dos àlbums, va utilitzar el mateix estil i alguns dels mateixos instruments, tot i que l'obra sona molt més actual.
El 2016 va publicar Oxygène 3, que contenia les parts 14 a 20 de la composició. en aquest treball, Jarre va comptar amb desenes d'artistes convidats i va retre homenatge a la història (i el futur) de la música electrònica. Oxygène 3 aprofita la tecnologia actualitzada, però generalment s'adapta als mateixos estats d'ànim i temes que l'original.

## Disseny de la portada
La imatge de la portada és una vista del planeta Terra amb l'escorça descarnada deixant al descobert el crani que hi ha al seu interior. Era una aquarel·la de 30x40cm dibuixada per Michel Granger i titulada Oxygène. Pertanyia a una sèrie d'aquarel·les que mostraven els danys que s'estaven fent al planeta. Jarre la va veure exposada en una galeria d'art a Paris i la va comprar dient-li a Granger que li encantaria utilitzar-la com a portada de l'àlbum. L'únic canvi que es va fer va ser retocar el fons, fent-lo quadrat per adaptar-se a la forma de l'àlbum. Segons relata Granger "Jean-Michel i jo vam triar la tipografia. Tots dos teníem 30 anys i li apassionava la música i la pintura. Tindríem converses llargues al vespre, sempre a la mateixa pizzeria, després se n'anava a casa per compondre tota la nit."

## Crítiques musicals
La reacció a l'àlbum després del seu llançament al Regne Unit al juliol de 1977 va ser en gran manera negativa: la premsa musical britànica, més interessada en l'escena punk en desenvolupament en aquells moments, estava orientada cap a la música basada en la guitarra i era hostil a la majoria de la música electrònica. Angus MacKinnon de la NME va ridiculitzar a Oxygène qualificant-lo com "simplement un altre creuer còsmic interminable. Els espaiadors alemanys de Tangerine Dream ja van cartografiar aquesta part de la galàxia electrònica fa eons...l'àlbum va exasperantment a la deriva". Al comparar l'àlbum amb una versió francesa de la feina de Mike Oldfield, la revista Music Week va dir: "Desafortunadament Jarre s'ha produït una feina que és pesada en la seva musicalitat autoconscient: definitivament usa el seu art en el seu envoltori. A diferència d'Oldfield, ell mai retrocedeix i es riu de la seva pròpia creació. El disc és pesat a tot arreu, i les seves influències contínuament sacsegen el colze, particularment els tocs luxuriosos de Mahler i el suport gairebé continu de Bach...generarà cert interès, però l'àlbum no és realment adequat per a la nostra illa anglosaxona insular i musicalment antiintel·lectual ".
Karl Dallas, de Melody Maker, va ser més amable amb l'àlbum i va dir: "La primera vegada que vaig escoltar aquest àlbum el vaig odiar. Semblava tan insípid, tan poc exigent, tan tranquil ... He d'admetre que val la pena escoltar-lo més, i que no és exactament el Muzak electrònic que havia descartat inicialment ". El crític va assenyalat que l'àlbum va ser compost de la mateixa manera que la música clàssica, en lloc de la música rock, i va concloure: "D'altra banda, Oxygène no és música clàssica. Tot i que la pista que estan tocant les discoteques (referint-se a "Oxygène Part IV") és, com era d'esperar, en realitat la seva secció menys efectiva musicalment, té la mateixa relació amb la música popular que Tangerine Dream, per exemple, o Oldfield. Personalment, encara no m'impressiona tant, excepte en un tècnic nivell. Sembla no tenir cor, la sensació de participació apassionada en l'acte de fer música que fa que el treball d'Edgar Froese sigui gairebé un equivalent musical d'una pintura de Jackson Pollock. És gairebé massa aconseguit, massa formalment precí ". La crítica més positiva va provenir de Robin Smith de Record Mirror, qui va qualificar l'àlbum com "potser l'obra mestra definitiva del sintetitzador i el melotrón del 77. És bastant difícil comunicar calidesa a través d'aquesta música i el resultat final generalment es veu afectat però Jean Michael Jarre ha establert una varietat de formes unides per línies cohesives ".
Una revisió retrospectiva de Jim Brenholts d'AllMusic li va donar a l'àlbum una qualificació superior, escrivint que era "un dels àlbums originals de la música electrònica" i que "havia resistit la prova del temps i l'evolució de l'electrònica digital... La innocència i la frescor proporcionen la major part del seu encant. Les tècniques i habilitats de Jarre proporcionen descans."

## Llista de cançons
Tots els temes compostos per Jean-Michel Jarre.
Cara A
1. "Oxygène (Part I)" – 7:40
2. "Oxygène (Part II)" – 7:39
3. "Oxygène (Part III)" – 3:20

Cara B
1. "Oxygène (Part IV)" – 4:03
2. "Oxygène (Part V)" – 10:26
3. "Oxygène (Part VI)" – 6:22

## Instruments
Segons les indicacions de la portada, l'àlbum es va gravar a l'estudi privat de Jean-Michel Jarre i es va mesclar a l'estudi de gravació Gang de París des de l'agost fins al novembre de 1976.
Es van utilitzar els següents instruments:
- ARP 2600
- EMS Synthi A.K.S
- EMS VCS3
- Synthétiseur RMI Harmonic
- Orgue Farfisa Professional PP/222
- Orgue Eminent 310 Unique
- Mellotron M400
- Rhythmin' Computer (EKO ComputeRythm)
- Boite à rythme Korg Minipops-7